# Человек без паспорта
«Человек без паспорта» — советский художественный фильм.

## Сюжет
Рассказ о деятельности советских контрразведчиков, которые обезвредили иностранного шпиона по кличке «Белый», заброшенного в СССР под фамилией Рябич для добывания информации об одном военно-промышленном объекте, расположенном в тайге, в районе города Приозерска.

## В ролях
- Владимир Заманский — «Белый», он же Александр Матвеевич Рябич, иностранный шпион
- Геннадий Фролов — Владимир Алексеевич Бахров, майор КГБ
- Николай Гриценко — Петр Епифанович Измайлов, агент иностранной разведки, бывший полицай
- Лионелла Скирда — Ольга Петровна Гончарова, знакомая Рябича
- Алексей Эйбоженко — Константин Лежнёв, лейтенант КГБ
- Михаил Погоржельский — Василий Федорович Зубарев, полковник КГБ
- Владимир Осенев — Федор Спиридонович Катько, агент иностранной разведки
- Константин Тыртов — «Семён Григорьевич Заблуда», он же агент иностранной разведки «Пастор»
- Алексей Свекло — Олейченко, лесоруб
- Виктор Павлов — Горохов, следователь прокуратуры в Приозерске
- Светлана Коновалова — жена Измайлова

Остальные актёры указаны как исполнители эпизодических ролей
- Аркадий Трусов — Степан Иванович Клок
- Валентин Грачёв — Леонид Коршунов, лесоруб
- Георгий Рыбаков — сотрудник иностранной разведки
- Анна Горюнова — Горева, работница почтового отделения
- Владимир Гуляев — начальник отдела милиции в Приозерске
- Виктор Байков — начальник почтового отделения
- Анатолий Юшко — офицер КГБ
- Лидия Драновская — Наталья Григорьевна Заблуда
- Владимир Смирнов — офицер КГБ
- Георгий Совчис — офицер КГБ
- Виктор Уральский — Николай Иннокентьевич Гаршин, начальник отдела КГБ в Приозерске
- Елена Вольская — проводница
- Эмма Трейвас — работница вагона-ресторана
- Георгий Светлани — официант в вагоне-ресторане
- Владлен Паулус — провокатор иностранной разведки (озвучил Артем Карапетян)

отсутствуют в титрах:
- Фёдор Одиноков — провокатор-«исполнитель»
- Евгения Ханаева — Клавочка, работница почтового отделения
- Клавдия Хабарова — администратор гостиницы
- Инна Фёдорова — хозяйка дома, в котором жил Олейченко
- Гусейн Ахундов — мужчина в очереди на почте
- Роберт Даглиш — сотрудник иностранной разведки

## Съёмочная группа
- Автор сценария: Владимир Кузнецов
- Режиссёр-постановщик: Анатолий Бобровский
- Главный оператор: Владимир Боганов
- Главный художник: Стален Волков
- Композитор: Александр Зацепин
- Звукооператор: Евгений Кашкевич
- Дирижёр: Григорий (Герман) Гамбург
- Грим: А. Маслова
- Монтаж: Валентина Янковская
- Костюмы: Н. Шимилис
- Режиссёр: Эрик Пырьев
- Оператор: Нина Филинковская
- Художник-декоратор: Гусейн Ахундов
- Ассистенты: режиссёра Т. Семёнова, Л. Серганова; оператора Александр Воропаев, Г. Гордеев
- Комбинированные съёмки: оператор Борис Арецкий; художник Людмила Александровская
- Редактор: В. Леонов
- Консультанты: полковник А. Зубов, подполковник Александр Загвоздин
- Директор: Карлен Агаджанов

## Критика
Киновед Ромил Соболев отмечал, что «при всех достоинствах: крепко „закрученном“ сюжете, зрелой режиссуре, мастерстве актёров и т. д. … в этом фильме образ героя-контрразведчика, майора Бахрова, не оказался таким ярким, как хотелось бы». При этом «по душевной сложности, по индивидуальным чертам характера шпион Рябич, этот человек без роду и племени, интереснее, пожалуй, героя монотонно-положительного»[страница не указана 1751 день].
Критик Татьяна Хлоплянкина считала, что «„Человек без паспорта“ отвечает нормам современного среднего фильма». Она посетовала: «Авторы даже не стараются построить свой рассказ так, чтоб держать зрителя в постоянном напряжении, заставляя его самостоятельно искать решение». При этом она высоко оценивала актёрскую игру: «Одного из шпионов играет Н. Гриценко, и это вовсе не безликая фигура, а в исполнении актёра человек сложный, жестокий и в то же время жалкий. В. Заманский (в роли шпиона Рябича), Г. Фролов и А. Эйбоженко, играющие советских контрразведчиков, многое делают, чтобы не походить на стандартных героев плохого детектива».
Киновед Виктор Дёмин назвал «Человека без паспорта» не шедевром, но просто хорошим детективом. При этом он писал о фильме: «Сплошь и рядом сюжетная конструкция не выдерживает нагрузки, на которую она и не была рассчитана: некоторые эпизоды оказываются выписанными слишком добротно, слишком медлительно и скрупулёзно».